# El Zotz
El Zotz est un site archéologique maya situé dans le Département du Petén, au Guatemala.

## Situation géographique

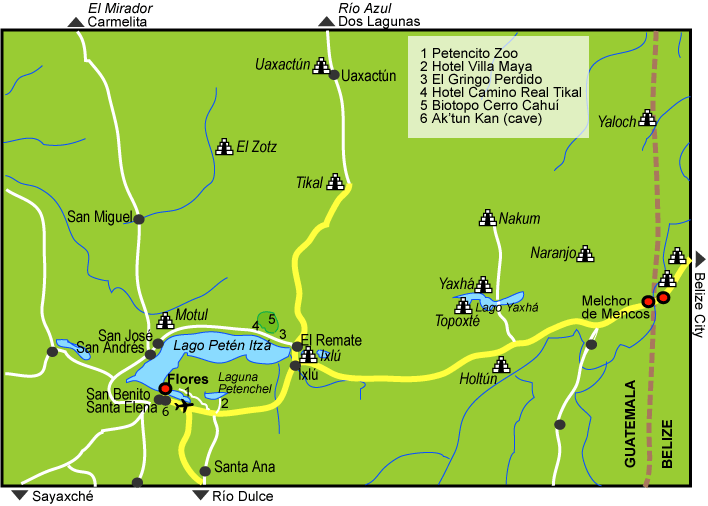
Carte du lac Petén Itzá, montrant la location de El Zotz au nord.

El Zotz se trouve dans la municipalité San José, à environ 20 kilomètres à l'ouest de Tikal.
Le site s'étend sur une zone d'environ 750 m de long sur 750 m de large recouverte d'une forêt tropicale.

## Structures
La structure la plus haute de El Zotz est connue sous le nom "El Diablo" (le diable) et mesure environ 45 m de haut. En 2010, une tombe royale enfouie sous ce temple est découverte.